# جسر الوند الأثري

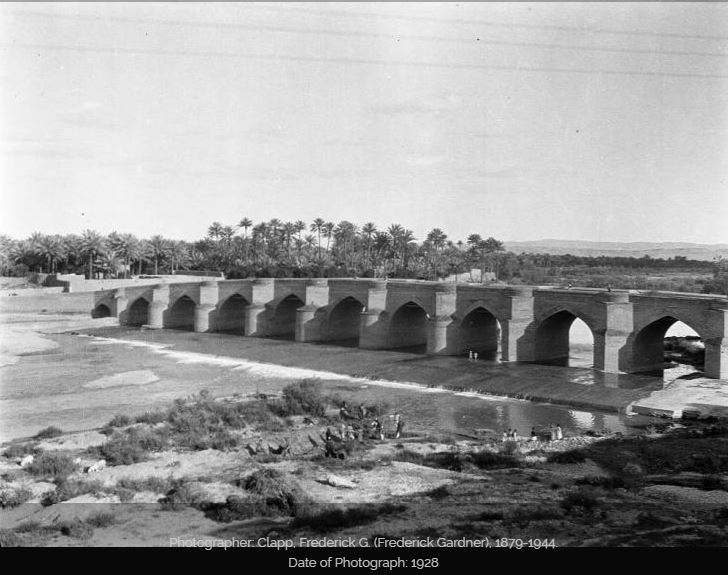
الجسر(الحجري) الوند (ئه‌ڵوه‌ن) الاثري 1928

جسر الوند ئه‌ڵوه‌ن (الحجري)، أحد المعالم الأثرية في مدينة خانقين، حيث يتوسط المدينة ويربط ما بين الضفتين الشرقية والغربية لنهر حلوان.

## نهر الوند أو باللغة الكوردية (ئه‌ڵوه‌ن)
ينبع نهر حلوان (أو نهر الوند) من جبال كرند في غرب إيران على ارتفاع (2000) متر ويدخل الأراضي العراقية على بعد (8) كم جنوب شرق خانقين ويقع عليه سد الوند الذي يعد ثالث أكبر سدود محافظة ديالى وهي تمثل خزين استراتيجي للمياه في قضاء خانقين ()، ويمر النهر لمسافة 50 كم من خلال السهول الخصبة ويصب في نهر سيروان (ديالى) شمال جلولاء، ويروي سهول خانقين من خلال تفرع سبع قنوات مائية أي ما يقارب 12.5 الف هكتار من الأراضي ().

## تسمية الجسر

جسر(الحجري) الوند (ئه‌ڵوه‌ن) الاثري بعد عام 2003

وردت العديد من الأسماء على هذا الجسر في السابق فمنها جسر ألوند ئه‌ڵوه‌ن نسبة إلى اسم الوند والذي ينبع من جبل الوند حيث منقوشات داريوش الكبير (ت 486ق.م) عرف النهر بأسماء هلمان وألوان في عهد السومريين واللوبيين، وما يزال يطلق عليه أهل المنطقة اسم (ئه‌ڵوه‌ن) بدون حرف الدال الذي دخل عليه من اللغة العربية، لان اسم الوان أو ألون في لغة الماديين يعني (من ذلك العلى) وكان يقصد به ان النهر ينبع من جبال ألون القريب من عاصمة الماديين همدان اكباتان().
وكذلك يسميه أهالي خانقين (کوپری) وهي كلمة من جزئين (كوپ) وهي كلمة تستخدمها الشعوب الآرية وتعني التقوس و (ري) وتعني الطريق وبذلك يكون المعنى الطريق المقوس ().
وكذلك سمي بـ (الجسر الحجري) نسبة إلى بعض الحجارة التي استخدمت في بنائه والتي كانت من بقايا آثار جسر حجري قديم كان مشيد على نهر الون وهو قريب نسبيا من موقع الجسر الحالي، سيتم ذكره تفاصيله لاحقا ().

## تاريخ الجسر القديم
تذكر الكثير من المصادر فارسية ان الساسانيون الذين عاشوا في فترة مابين (226-651)م قاموا ببناء الجسر قبل 1600 عام أي في القرن الثالث الميلادي، وكان يعتبر الطريق من بغداد إلى خراسان يمر فوقها ويؤدي إلى قصر شيرين، وكان يتكون من 24 عمودًا، وقد ظل هذا الجسر قائماً حتى زمن ياقوت الحموي أي تقريبا في بداية العقدين من القرن الحادي عشر الميلادي، وقال عنها ان هذه القنطرة تتألف من أربعة ووعشرين طاقاً كل طاق عشرون ذراعاً ()، كان عرضه 150 مترًا وكان ارتفاعه من الأرض 6 أمتار ([بحاجة لمصدر])، وتوجد اثاره بقرب الآخر الذي هو موضوع البحث شرقاً باستقامة تكية خليفة شمس الدين في القسم الغربي من المدينة ()، ورد ذكر جسر الوند في كلام عبد المؤمن عبد الخالق المتوفي سنة 1390م بانهاعظيمة وتتكون من اربع وعشرون طاقاً، بين كل طاق وطاق عشرون ذراعا () وتأثرت بالفيضانات الشديدة وتهدمت اركانها وقوامها.
وما تجدر إليه الإشارة أن هناك جسرين مبنيين على الطراز نفسه في إيران (). فمنها جسر (شامنامشت) جسر قديم على نهر سيماره، على بعد 4 كم شمال درهشهر وأمام قرية شامكالان في محافظة إيلام. يعود تاريخ المبنى إلى العصر الساساني، وتبدو بوضوح بقايا أساساته الخارجية وحواجز الأمواج. وكان للجسر ثمانية عشر نبعًا وكانت المسافة بين الركائز 15 مترًا وكان طول الجسر بأكمله أكثر من 270 مترًا. تتوافق هندسة الجسر ونوع مواده مع المعالم التاريخية في المدينة، الذي تم استخدامه منذ قرون، متصل في خط مستقيم بقاعة مدخل التحف الساسانية في المدينة. وكتب أبو دلف، مسافر عربي، عن الجسر: «بين سمرة وطرحان، هناك جسر كبير وجميل يبلغ حجمه ضعف حجم جسر خانقين». يقول ياقوت الحموي «سمرة بها نخيل وزيتون ولوز وثلج، وفي الطريق بين سمارة والقرية المجاورة لها، طهران جسر غريب ومذهل يعتبر من عجائب جسور العالم»().

## ميلاد الجسر الجديد
تؤكد أغلب المصادر المحلية والإقليمية أن بداية بناء الجسر الجديد يعود إلى رواية الأميرة أخت الشاه محمد علي ميرزا دولاتشا الحاكم السابق لكرمانشاه عام 1860 عندما كانت تنوي الذهاب في زيارة دينية إلى مزار الاضرحة الشيعية في كربلاء ونجف الاشرف وعند مرورها في مدينة خانقين عام 1855 واجهت صعوبة في عبور النهر لان الجسر القديم قد تهدمَ تماما ولم يكن هناك وسيلة أمنة لعبور النهر لذا قررت ان تعمل على بناء جسر يسهل عملية عبور النهر في كل فصول السنة، وبهذا عادت إلى ايران وسعت إلى بناء جسر في خانقين وتم أحضار عددًا من المهندسين المعماريين من أصفهان إلى خانقين، ومستخدمين خشب الجوز المستورد من كرمانشاه (). ويضاف إلى ذلك وجود بعض الاساطير ترافق عملية بناء الجسر رغم عدم وجود مصادر مدمغة لها، فمثلا يقال انه لم يكتفى ببناء الجسر بمواد البناء المعروفة آنذاك بل امرت الاميرة بان تجمع الرؤوس والايدي والارجل من الذبائح وتوضع القدور والمراجل على النار في الماء حتى تنضج نضجا تاما وتتهرى. فيستعمل هذا الماء في بناء الجسر ومبالغة منها في اتقان البناء ومتانته فالجسر مبني بالطابوق السلطاني وبمواد البناء المعجونة بهذا الماء، ورواية أخرى وهي سائدة بين آهالي المدينة إلى ان الاميرة قد تركت كمية من الذهب داخل أحد اعمدة الجسر.
وقد اضطلع بتصميم وتنفيذ الجسر المعماري الحاذق- ولي الاصفهاني- وعاونه في مهمته البنائون القديرون مثل عباس معمار باشي ورضا البناء (). واستخدم في المشروع نحو خمسة آلاف عامل، ويروى انه  توفي ألفين منهم  جراء الفيضانات الشديدة والسقوط من أعلى موقع البناء وحوادث أخرى احاطت بسير العمل ودفنوا في مقبرة  ماتزال موجودة حالياً في مزار قريب من موقع الجسر يسمى  بمزار الامام علمدار()، وبعد ان اتم بنائه اقيم مهرجانا فخما وتصدقت على الفقراء وصنعت المآدب وعبرت عليه سالكة الطريق إلى بغداد فالعتبات المقدسة لأداء الزيارة. الحقيقة ان جسر خانقين جسر متين جدا له القدرة على ان تمر عليه وسائط النقل الحديثة ذات الاثقال الكبيرة، وفي العهد السابق قاموا بتغيير معالم الجسر وذلك بتهديم (قلع) سياج الجسر الذي كان مبنياً من الطابوق السلطاني وسيج بالحديد واخيرا قاموا ببناء جسر آخر قريبا من الجسر القديم وذلك تمهيدا لترك القديم بحيث لم يبق هذا الجسر الاثري في المدينة مثلما غيروا سكانها. وبعد سقوط نظام صدام حسين ورجوع السكان إلى المدينتهم، جرت عملية إعادة بناء السياج الحجري وعادت جمالية الجسر () وتم منع المركبات الكبيرة من السير عليه حفاظاً على هيكليته الهندسية، ويتألف من (12) فتحة ويستند على ركائز يصل  ارتفاع اعلاها إلى 12م ().

## دحض فكرة وجود الجسر في نهاية القرن التاسع وبداية قرن العشرين
في غضون رحلة المستكشف هنري بيندر  Henery Binder إلى بلاد الكرد والاثوريين، في عام  1885 يذكر في كتابه المشهور (جاسوس في كردستان العثمانية) سرد تفاصيل رحلته إلى بلاد ما بين النهرين أو ميزوبوتاميا، (كردستان العراق)، وكانت رحلته بغضون 4 أشهر من فرنسا وحتى استانبول ونشرت هذه الرحلة عام 1887 وصل منطقة خانقين في الثاني من شهر تشرين الثاني من عام 1885 الساعة 12 ظهرا. يقول فيها «وجدنا امامنا وادي ألوند بالكامل النابع من نهر ديالى، وظهرت لنا واحة خانقين على ضفاف النهر، الا انه انحدر بعض الشيء إلى الساحل، فكانت تختفي خانقين خلف تل صغير محاذِ للنهر، وبعد مضي ساعتين ونصف نصل إلى الاسفل، ورأينا بقايا جسرِ صغير، أعمدتهُ ساقطة في التيار، تبدو كأنها تتعارك مع دوار الماء، كان يجب عبور النهر الا ان قاعهُ كان عميقا جدا، وكنا نخشى ان تتبلل الامتعة  التي كانت معنا، لذا اتبعنا إحدى طرق القرية حيث انه لم يكن يمستطاعتنا محاذاة الهضبة، ثم انحدرنا إلى مجرى النهر للبحث عن مكان جيد للعبور، الا انه لم نعثر على قاع جيد نعبر منه سيرا، لذا رجعنا إلى نقطة الانطلاق، حيث يوجد قفة (وعَاء من خُوص أو نَحْوه لحَمْل البضائع وغيرها) تستخدم للعبور، وضعنا جميع امتعتنا فيها، وعبرت الجياد النهر خوضا، وقد غمرتها المياه حتى فوق الصدر، وحمل غراضه إلى الضفة الثانية»().
ويذكر الدكتور علي الوردي في كتابه لمحات اجتماعية من تاريخ العراق الحديث، "أن الفترة التي امتدت بين سقوط بغداد في الحادية عشر آذار عام 1917 وإعلان الهدنة في 31 تشرين الأول 1918 شهدت معارك حربية عديدة بين الإنجليز والأتراك، حيث كان في جبهة ديالى الفيلق الثالث عشر التركي الذي كان لا يزال في إيران عند سقوط بغداد وهو بقيادة علي احسان بك وقد وصلته الأوامر بالانسحاب نحو العراق لإنقاذ ما يمكن انقاذه فيه فأسرع بالانسحاب عاجلا، المعروف عن علي إحسان بك انه قائد حاذق شديد المراس ويعدانسحابة من إيران عملا عسكريا رائعا حيث كان سير الفيلق بمعدل ثلاثة وثلاثين ميلا في اليوم الواحد وذلك على الرغم من ظروفه الإدارية الرديئة وموقفه المحفوف بالمخاطر إذ كان الروس يطاردونه من ورائه، وصل الفيلق إلى مضيق بايطاق الجبلي الجبلي في 13 آذار فاترك فيه قوة لتاخير مطاردة الروس له، ثم استمر في انسحابه حتى وصل إلى خانقين في 15 من آذار ولم يكن هناك جسر على نهر الوند فأوعز القائد إلى جنوده باقتلاع أبواب من دور خانقين ليصنع منها جسرا وبذلك تمت الفيلق عبور النهر (]).